# 十月农村居民点 (弗拉基米尔州)

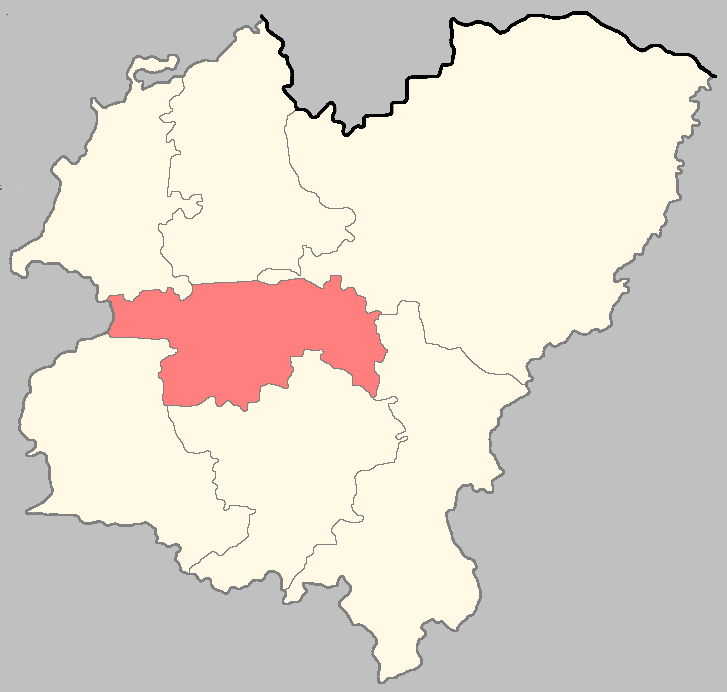

十月农村居民点（俄语：Октябрьское сельское поселение）是俄罗斯联邦弗拉基米尔州维亚兹尼基区所属的一个农村居民点。其下辖有31个居民点，行政中心为十月镇。据2016年统计，该农村居民点的人口为5635人。